# MGM Records
A MGM Records foi uma gravadora que iniciou suas atividades através do estúdio Metro-Goldwyn-Mayer em 1946, com o propósito de lançar álbuns de trilhas sonoras para os seus filmes musicais.

## Artistas da MGM Records
- The Animals
- Chris Bartley
- Tony Blackburn
- Bobby Bloom
- Johnny Bristol
- Eric Burdon & War
- Lou Christie
- Petula Clark
- Coven
- The Cowsills
- Daddy Dewdrop
- Sammy Davis, Jr.
- Mark Dinning
- Billy Eckstine
- Tommy Edwards
- Every Mother's Son
- Five Man Electrical Band
- Les Fradkin
- Connie Francis
- Friend and Lover
- Gloria Gaynor
- The Gentrys
- Stan Getz
- Herman's Hermits
- The Hombres
- Janis Ian
- The Impalas
- Jerry Landis
- Joni James
- Jimmy Jones
- Bob Lind
- C. W. McCall
- Art Mooney e sua Orquestra
- The Mothers of Invention
- George Paxton e sua Orquestra
- Wayne Newton
- Roy Orbison
- The Osmonds
- Sandy Posey
- Lou Rawls
- The Righteous Brothers
- Tommy Roe
- David Rose
- The Royalettes
- Sam the Sham & the Pharaohs
- Neil Sedaka
- George Shearing Quintet
- Jim Stafford
- The Stereos
- Johnny Tillotson
- Conway Twitty
- The Velvet Underground
- Walter Wanderley
- Trade Winds
- Hank Williams
- Hank Williams, Jr.
- Sheb Wooley
- Dennis Yost & the Classics IV
- Incredible Bongo Band
- The Sylvers
- Ollie Nightingale
- The Ovations